# 2010 în teatru
- 2008 în teatru — 2009 în teatru — 2010 în teatru — 2011 în teatru — 2012 în teatru

## Premiere
Teatrul Național București
- 17 februarie: Ziua perfectă de Antoaneta Zaharia, regia Elena Morar
- 13 mai: Livada de vișini de A.P. Cehov, regia Felix Alexa
- 3 iunie: S-a sfârșit cum a-nceput de Sean O'Casey, regia Horațiu Mălăiele
- 10 iunie: Tragedia lui Carmen după Georges Bizet, regia Ion Caramitru
- 7 decembrie: Avalanșa de Tuncer Cücenoğlu, regia Radu Afrim
- 10 decembrie: Jack Lunetistul de Radu Macrinici, regia Andrei Grosu

Teatrul Bulandra
- 6 martie: Oscar și Tanti Roz după Eric Emmanuel Schmitt, regia Chris Simion
- 20 aprilie: Voiajul domnului Perricho după Eugène Labiche, regia Dinu Cernescu
- 24 septembrie: Artă de Yasmina Reza, regia Cristi Juncu

Teatrul de Comedie
- 23 ianuarie: Elling după romanul "Frați de sânge" de Ingvar Ambjørnsen, regia Vlad Massaci
- 5 martie: Cântăreața cheală & Lecția de Eugen Ionesco, regia Victor Ioan Frunză

Teatrul Act
- 26 martie: Alice - o piesă neterminată după Iosif Naghiu, regia Petru Ionescu

Teatrul Odeon
- 13 februarie: Câtă speranță de Hanoch Levin, regia Radu Afrim